# Komen (Słowenia)
Komen – wieś w Słowenii, siedziba gminy Komen. W 2018 roku liczyła 639 mieszkańców.